# Rhomaleopakhus
Rhomaleopakhus („silné předloktí“) byl rod velkého dlouhokrkého sauropodního dinosaura z čeledi Mamenchisauridae, žijícího v období pozdní jury (asi před 145 miliony let) na území současné západní Číny (provincie Sin-ťiang, Turfanská proláklina).

## Historie objevu
Fosilie tohoto dinosaura byly objeveny v sedimentech pozdně jurského souvrství Kcha-la-ča spojenou čínsko-japonskou expedicí v roce 1993, formálně byl tento dinosaurus popsán čínským paleontologem Tung Č’-mingem v roce 1997 jako Hudiesaurus sinojapanorum. Rodové jméno je odvozeno od nápadného "motýlovitého" tvaru výběžků na obratlích tohoto sauropoda. Druhové pak odkazuje k mezinárodní expedici, při níž byly fosilie objeveny. Celkem byly odkryty dva fosilní exempláře hudiesaura, typový s označením IVPP V 11120 (obří dorzální obratel) a IVPP P. 11121, část přední končetiny a zuby, které Tung rovněž k tomuto druhu přiřadil. Ne všichni však s přisouzením tohoto materiálu k taxonu H. sinojapanorum souhlasí.
Koncem roku 2021 byla publikována odborná práce, která tento taxon přeřadila pod vlastní odborné jméno Rhomaleopakhus turpanensis.

## Rozměry
Ačkoliv je tento sauropod znám pouze ze skromných fragmentů kostry, velikost fosilií (délka těla obratle 55 cm) naznačují, že šlo o obřího sauropoda. Americký paleontolog Thomas R. Holtz, Jr. se domnívá, že to byl spíše středně velký druh - podle jeho názoru dorůstal délky kolem 20 metrů a hmotnosti dvou afrických slonů, tedy asi 10 tun. Větší rozměry přisuzuje tomuto dinosaurovi badatel Gregory S. Paul, který odhaduje jeho délku na 25 metrů a hmotnost na 25 000 kilogramů. Ještě větší údaj odhaduje odborník na sauropodní dinosaury Michael P. Taylor, který v roce 2008 uvedl, že pokud byl tento sauropod podobně stavěný jako Mamenchisaurus hochuanensis, pak mohl být dlouhý asi 27 až 37 metrů.

## Příbuzenství
Tung přiřadil na základě anatomických podobností na kostře hudiesaura do čeledi Mamenchisauridae. Opatrnější přístup zvolili paleontologové Paul Upchurch s kolegy, kteří tento taxon řadí více obecně do skupiny Eusauropoda.
Podle novějšího výzkumu byly nejblíže příbuznými rody další čínské taxony Analong a Chuanjiesaurus.